# Peter Friedrich Brosch
Peter Friedrich Brosch (* 18. Oktober 1934) ist ein deutscher Elektroingenieur und emeritierter Professor der Hochschule Hannover.

## Leben
Peter Friedrich Brosch absolvierte nach seinem Abitur zuerst eine Lehre zum Elektromechaniker, worauf das Studium an der Technischen Hochschule Hannover folgte. Er wurde 1957 Mitglied der Hannoverschen Burschenschaft Alt-Germania. Dort wurde er 1967 bei Heinz Jordan mit einer Arbeit über „elektrische Ferndreherwellen mit zusätzlichen Scheinwiderständen im Läuferkreis“ promoviert. Nach Tätigkeit als Geschäftsführender Gesellschafter in einem Ingenieurbüro wurde er 1971 zum Professor an der Fachhochschule Hannover berufen, wo er auch noch z. Z. Servotechnik lehrt.

## Auszeichnungen
Brosch ist Ehrenprofessor an der Hochschule für Wissenschaft und Technik Zhejiang und an der Hefei-Universität. 2013 erhielt er den West Lake Friendship Award.

## Publikationen (Auswahl)
- L. Shen, Peter Friedrich Brosch: The agony of choice: Which soft start device is the best? In: Konstruktion. Nr. 5, 2011, S. 12–15.
- Peter Friedrich Brosch: Moderne Stromrichterantriebe: Antriebssystem, Leistungselektronik, Maschinen, Mechatronik und Motion Control, Arbeitsweise drehzahlveränderbarer Antriebe mit Stromrichtern und Antriebsvernetzung. 5., überarb. und erw Auflage. Vogel, Würzburg 2008, ISBN 978-3-8343-3109-0, S. 489.
- Peter Friedrich Brosch: Elektronische drehzahlvariable Antriebe. 1. Auflage. Lenze, Hameln 1995, S. 49.
- Peter Friedrich Brosch: Über elektrische Ferndreherwellen mit zusätzlichen Scheinwiderständen im Läuferkreis. Hannover 1967, S. 92.
- Peter Friedrich Brosch: Wehrpolitisches Seminar der Deutschen Burschenschaft. In: Burschenschaftliche Blätter, 76. Jg. (Mai 1961), H. 5, S. 130.